# AFC Championship Game

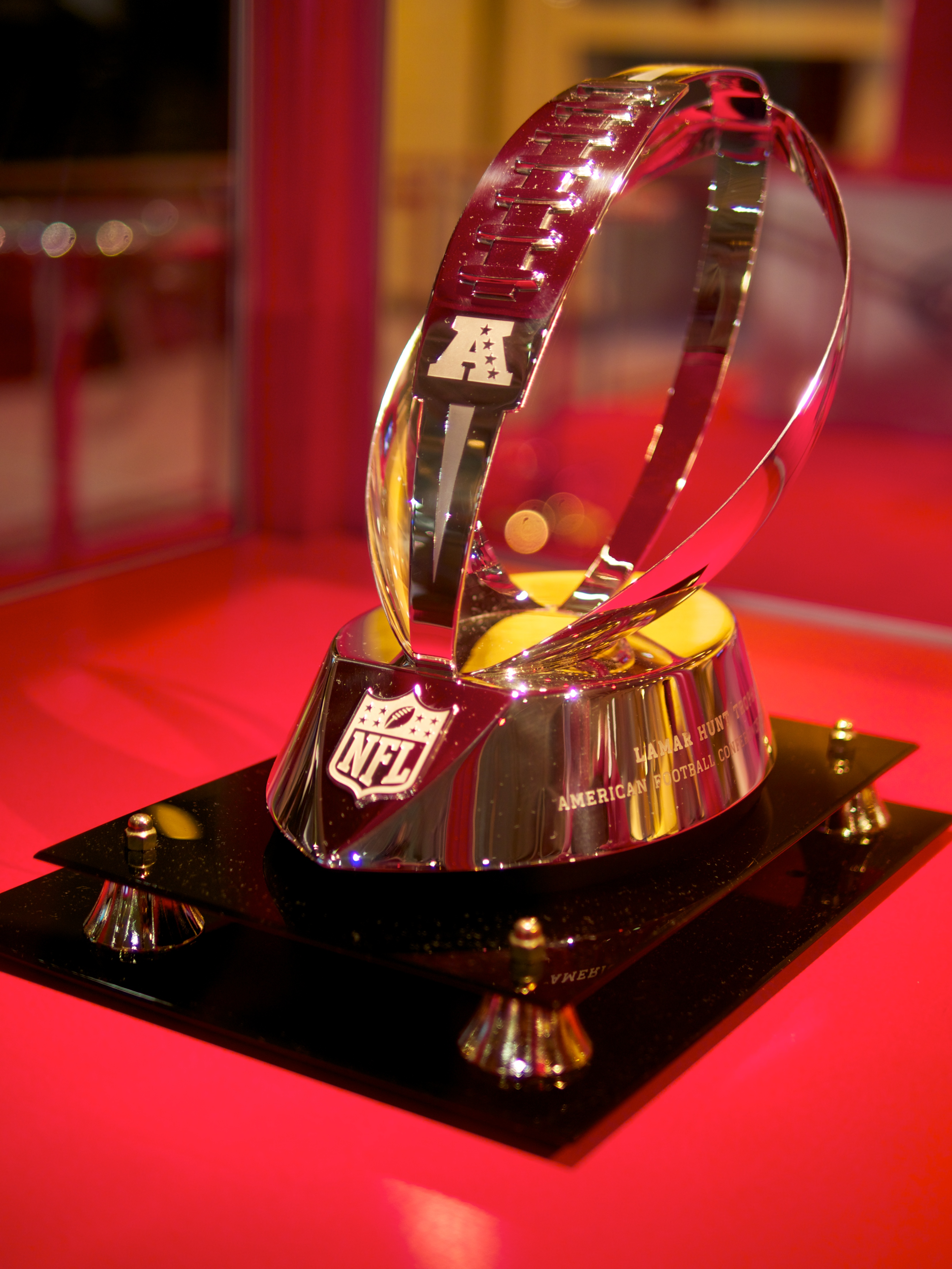
Die Lamar Hunt Trophy – Pokal für den Sieger des AFC Championship Games

Das AFC Championship Game ist eines der beiden Halbfinals der National Football League (NFL). Es treten die Sieger der Divisional Play-offs aus der American Football Conference (AFC) gegeneinander an. Der Sieger erhält als neuer Meister der AFC die Lamar Hunt Trophy und tritt im Super Bowl gegen den Gewinner des NFC Championship Games an, um den Meister der NFL zu ermitteln.
Aktueller Meister der AFC sind die Kansas City Chiefs (Saison 2024), die mit einem 32:29-Sieg im AFC Championship Game über die Buffalo Bills ihren dritten Titel in Folge gewannen.
Bis 1970 hieß das AFC Championship Game AFL Championship Game, da die 1959 gegründete American Football League (AFL) und die NFL zu diesem Zeitpunkt zwei eigenständige und konkurrierende American-Football-Ligen waren. Das AFL Championship Game war also das Finale der AFL. Mit dem Zusammenschluss von AFL und NFL wurden zwei Conferences, die AFC und National Football Conference (NFC), mit je 13 Mannschaften gegründet. Die AFC enthielt die zehn Mannschaften der ehemaligen AFL. Drei Mannschaften, die schon vor dem Zusammenschluss der NFL angehört hatten, wechselten in die AFC, um zwei gleich große Conferences zu bilden. Dies waren die Pittsburgh Steelers, die Baltimore Colts und die Cleveland Browns. Die restlichen 13 Mannschaften der alten NFL bildeten die NFC. Das einzige Team der AFC, das nie ins Championship Game einziehen konnte, sind die Houston Texans.

## Liste der AFC Championship Games
Fett markierte Teams gewannen anschließend den Super Bowl.
| Saison | Gewinner                  | Verlierer            | Ergebnis | Spielort                  | Stadion                             |
| ------ | ------------------------- | -------------------- | -------- | ------------------------- | ----------------------------------- |
| 1970   | Baltimore Colts (1)       | Oakland Raiders      | 27:17    | Baltimore, Maryland       | Memorial Stadium                    |
| 1971   | Miami Dolphins (1)        | Baltimore Colts      | 21:00    | Miami, Florida            | Orange Bowl Stadium                 |
| 1972   | Miami Dolphins (2)        | Pittsburgh Steelers  | 21:17    | Pittsburgh, Pennsylvania  | Three Rivers Stadium                |
| 1973   | Miami Dolphins (3)        | Oakland Raiders      | 27:10    | Miami, Florida            | Orange Bowl Stadium                 |
| 1974   | Pittsburgh Steelers (1)   | Oakland Raiders      | 24:13    | Oakland, Kalifornien      | Oakland-Alameda County Coliseum     |
| 1975   | Pittsburgh Steelers (2)   | Oakland Raiders      | 16:10    | Pittsburgh, Pennsylvania  | Three Rivers Stadium                |
| 1976   | Oakland Raiders (1)       | Pittsburgh Steelers  | 24:70    | Oakland, Kalifornien      | Oakland-Alameda County Coliseum     |
| 1977   | Denver Broncos (1)        | Oakland Raiders      | 20:17    | Denver, Colorado          | Mile High Stadium                   |
| 1978   | Pittsburgh Steelers (3)   | Houston Oilers       | 34:50    | Pittsburgh, Pennsylvania  | Three Rivers Stadium                |
| 1979   | Pittsburgh Steelers (4)   | Houston Oilers       | 27:13    | Pittsburgh, Pennsylvania  | Three Rivers Stadium                |
| 1980   | Oakland Raiders (2)       | San Diego Chargers   | 34:27    | San Diego, Kalifornien    | San Diego Stadium                   |
| 1981   | Cincinnati Bengals (1)    | San Diego Chargers   | 27:70    | Cincinnati, Ohio          | Riverfront Stadium                  |
| 1982   | Miami Dolphins (4)        | New York Jets        | 14:00    | Miami, Florida            | Orange Bowl Stadium                 |
| 1983   | Los Angeles Raiders (3)   | Seattle Seahawks     | 30:14    | Los Angeles, Kalifornien  | Los Angeles Memorial Coliseum       |
| 1984   | Miami Dolphins (5)        | Pittsburgh Steelers  | 45:28    | Miami, Florida            | Orange Bowl Stadium                 |
| 1985   | New England Patriots (1)  | Miami Dolphins       | 31:14    | Miami, Florida            | Orange Bowl Stadium                 |
| 1986   | Denver Broncos (2)        | Cleveland Browns     | 23:20    | Cleveland, Ohio           | Cleveland Municipal Stadium         |
| 1987   | Denver Broncos (3)        | Cleveland Browns     | 38:33    | Denver, Colorado          | Mile High Stadium                   |
| 1988   | Cincinnati Bengals (2)    | Buffalo Bills        | 21:10    | Cincinnati, Ohio          | Riverfront Stadium                  |
| 1989   | Denver Broncos (4)        | Cleveland Browns     | 37:21    | Denver, Colorado          | Mile High Stadium                   |
| 1990   | Buffalo Bills (1)         | Los Angeles Raiders  | 51:30    | Orchard Park, New York    | Rich Stadium                        |
| 1991   | Buffalo Bills (2)         | Denver Broncos       | 10:70    | Orchard Park, New York    | Rich Stadium                        |
| 1992   | Buffalo Bills (3)         | Miami Dolphins       | 29:10    | Miami, Florida            | Joe Robbie Stadium                  |
| 1993   | Buffalo Bills (4)         | Kansas City Chiefs   | 30:13    | Orchard Park, New York    | Rich Stadium                        |
| 1994   | San Diego Chargers (1)    | Pittsburgh Steelers  | 17:13    | Pittsburgh, Pennsylvania  | Three Rivers Stadium                |
| 1995   | Pittsburgh Steelers (5)   | Indianapolis Colts   | 20:16    | Pittsburgh, Pennsylvania  | Three Rivers Stadium                |
| 1996   | New England Patriots (2)  | Jacksonville Jaguars | 20:60    | Foxborough, Massachusetts | Foxboro Stadium                     |
| 1997   | Denver Broncos (5)        | Pittsburgh Steelers  | 24:21    | Pittsburgh, Pennsylvania  | Three Rivers Stadium                |
| 1998   | Denver Broncos (6)        | New York Jets        | 23:10    | Denver, Colorado          | Mile High Stadium                   |
| 1999   | Tennessee Titans (1)      | Jacksonville Jaguars | 33:14    | Jacksonville, Florida     | Alltel Stadium                      |
| 2000   | Baltimore Ravens (1)      | Oakland Raiders      | 16:30    | Oakland, Kalifornien      | Network Associates Coliseum         |
| 2001   | New England Patriots (3)  | Pittsburgh Steelers  | 24:17    | Pittsburgh, Pennsylvania  | Heinz Field                         |
| 2002   | Oakland Raiders (4)       | Tennessee Titans     | 41:24    | Oakland, Kalifornien      | Network Associates Coliseum         |
| 2003   | New England Patriots (4)  | Indianapolis Colts   | 24:14    | Foxborough, Massachusetts | Gillette Stadium                    |
| 2004   | New England Patriots (5)  | Pittsburgh Steelers  | 41:27    | Pittsburgh, Pennsylvania  | Heinz Field                         |
| 2005   | Pittsburgh Steelers (6)   | Denver Broncos       | 34:17    | Denver, Colorado          | Invesco Field at Mile High          |
| 2006   | Indianapolis Colts (2)    | New England Patriots | 38:34    | Indianapolis, Indiana     | RCA Dome                            |
| 2007   | New England Patriots (6)  | San Diego Chargers   | 21:12    | Foxborough, Massachusetts | Gillette Stadium                    |
| 2008   | Pittsburgh Steelers (7)   | Baltimore Ravens     | 23:14    | Pittsburgh, Pennsylvania  | Heinz Field                         |
| 2009   | Indianapolis Colts (3)    | New York Jets        | 30:17    | Indianapolis, Indiana     | Lucas Oil Stadium                   |
| 2010   | Pittsburgh Steelers (8)   | New York Jets        | 24:19    | Pittsburgh, Pennsylvania  | Heinz Field                         |
| 2011   | New England Patriots (7)  | Baltimore Ravens     | 23:20    | Foxborough, Massachusetts | Gillette Stadium                    |
| 2012   | Baltimore Ravens (2)      | New England Patriots | 28:13    | Foxborough, Massachusetts | Gillette Stadium                    |
| 2013   | Denver Broncos (7)        | New England Patriots | 26:16    | Denver, Colorado          | Sports Authority Field at Mile High |
| 2014   | New England Patriots (8)  | Indianapolis Colts   | 45:70    | Foxborough, Massachusetts | Gillette Stadium                    |
| 2015   | Denver Broncos (8)        | New England Patriots | 20:18    | Denver, Colorado          | Sports Authority Field at Mile High |
| 2016   | New England Patriots (9)  | Pittsburgh Steelers  | 36:17    | Foxborough, Massachusetts | Gillette Stadium                    |
| 2017   | New England Patriots (10) | Jacksonville Jaguars | 24:20    | Foxborough, Massachusetts | Gillette Stadium                    |
| 2018   | New England Patriots (11) | Kansas City Chiefs   | 37:31    | Kansas City, Missouri     | Arrowhead Stadium                   |
| 2019   | Kansas City Chiefs (1)    | Tennessee Titans     | 35:24    | Kansas City, Missouri     | Arrowhead Stadium                   |
| 2020   | Kansas City Chiefs (2)    | Buffalo Bills        | 38:24    | Kansas City, Missouri     | Arrowhead Stadium                   |
| 2021   | Cincinnati Bengals (3)    | Kansas City Chiefs   | 27:24    | Kansas City, Missouri     | Arrowhead Stadium                   |
| 2022   | Kansas City Chiefs (3)    | Cincinnati Bengals   | 23:20    | Kansas City, Missouri     | Arrowhead Stadium                   |
| 2023   | Kansas City Chiefs (4)    | Baltimore Ravens     | 17:10    | Baltimore, Maryland       | M&T Bank Stadium                    |
| 2024   | Kansas City Chiefs (5)    | Buffalo Bills        | 32:29    | Kansas City, Missouri     | Arrowhead Stadium                   |

## AFC Championship Game Teilnahmen 1970–heute
| Platz | Team                            | G  | V | Anzahl | %    | Punkte  | Letzte Teilnahme | Letzte Meisterschaft |
| ----- | ------------------------------- | -- | - | ------ | ---- | ------- | ---------------- | -------------------- |
| 1     | New England Patriots            | 11 | 4 | 15     | 73,3 | 407:297 | 2018             | 2018                 |
| 2     | Pittsburgh Steelers             | 8  | 8 | 16     | 50,0 | 349:339 | 2016             | 2010                 |
| 3     | Denver Broncos                  | 8  | 2 | 10     | 80,0 | 235:200 | 2015             | 2015                 |
| 4     | Kansas City Chiefs              | 5  | 3 | 8      | 62,5 | 213:201 | 2024             | 2024                 |
| 5     | Miami Dolphins                  | 5  | 2 | 7      | 71,4 | 152:115 | 1992             | 1984                 |
| 6     | Los Angeles/Oakland Raiders     | 4  | 7 | 11     | 36,4 | 202:253 | 2002             | 2002                 |
| 7     | Buffalo Bills                   | 4  | 3 | 7      | 57,1 | 183:124 | 2024             | 1993                 |
| 8     | Baltimore/Indianapolis Colts    | 3  | 4 | 7      | 42,9 | 132:178 | 2014             | 2009                 |
| 9     | Cincinnati Bengals              | 3  | 1 | 4      | 75,0 | 095:064 | 2022             | 2021                 |
| 10    | Baltimore Ravens                | 2  | 3 | 5      | 40,0 | 088:079 | 2023             | 2012                 |
| 11    | Houston Oilers/Tennessee Titans | 1  | 4 | 5      | 20,0 | 099:151 | 2019             | 1999                 |
| 12    | San Diego Chargers              | 1  | 3 | 4      | 25,0 | 063:095 | 2007             | 1994                 |
| 13    | New York Jets                   | 0  | 4 | 4      | 0,0  | 046:091 | 2010             | –                    |
| 14    | Cleveland Browns                | 0  | 3 | 3      | 0,0  | 074:098 | 1989             | –                    |
| 15    | Jacksonville Jaguars            | 0  | 3 | 3      | 0,0  | 040:077 | 2017             | –                    |
| 16    | Seattle Seahawks                | 0  | 1 | 1      | 0,0  | 014:030 | 1983             | –                    |

1. ↑  letzter AFL Titel 1968
2. ↑  Die Seattle Seahawks waren von 1977 bis 2002 Mitglied in der AFC und spielen seitdem in der NFC.